# Misodendrum brachystachyum
Misodendrum brachystachyum là một loài thực vật có hoa trong họ Misodendraceae. Loài này được DC. mô tả khoa học đầu tiên năm 1830.

## Hình ảnh

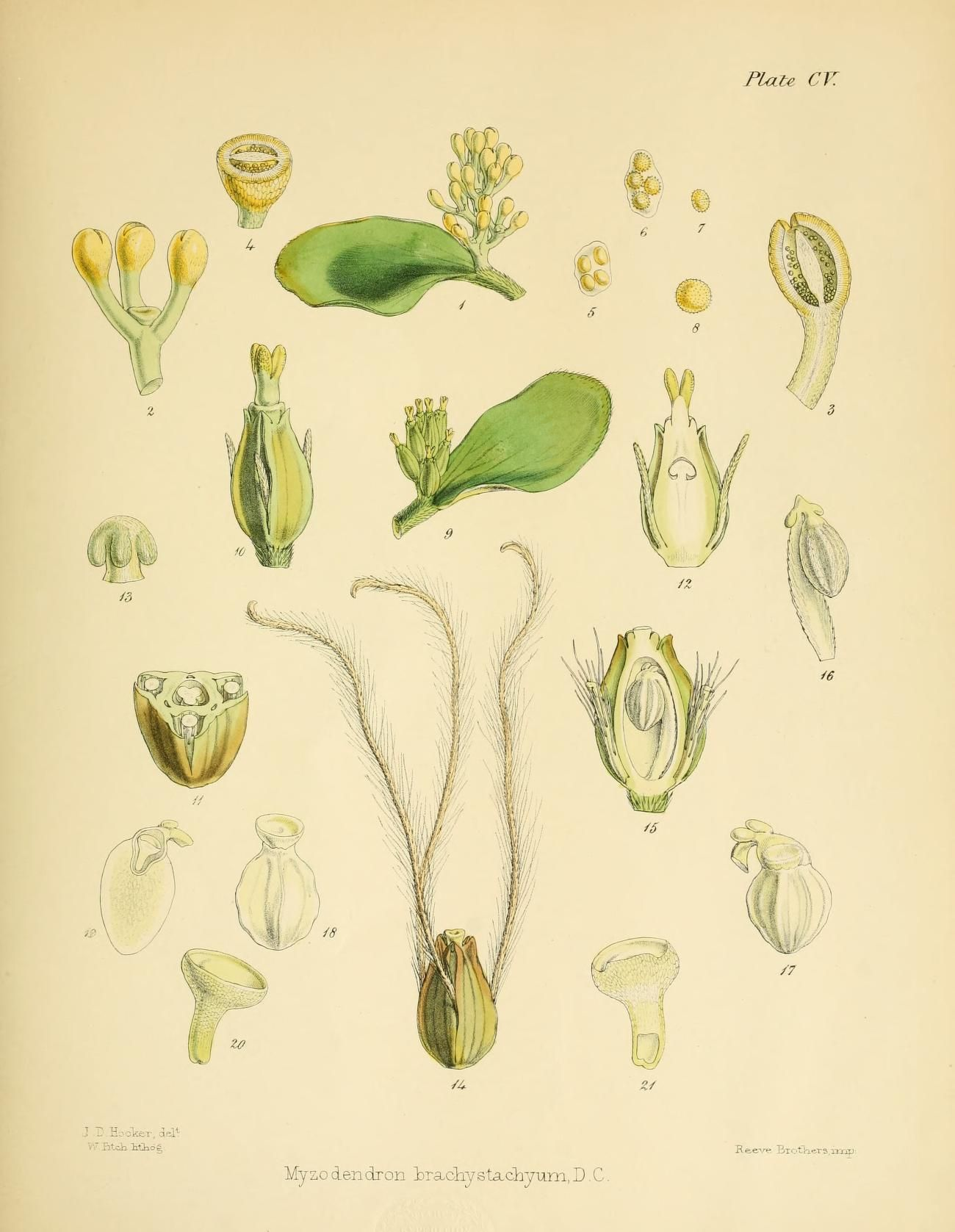
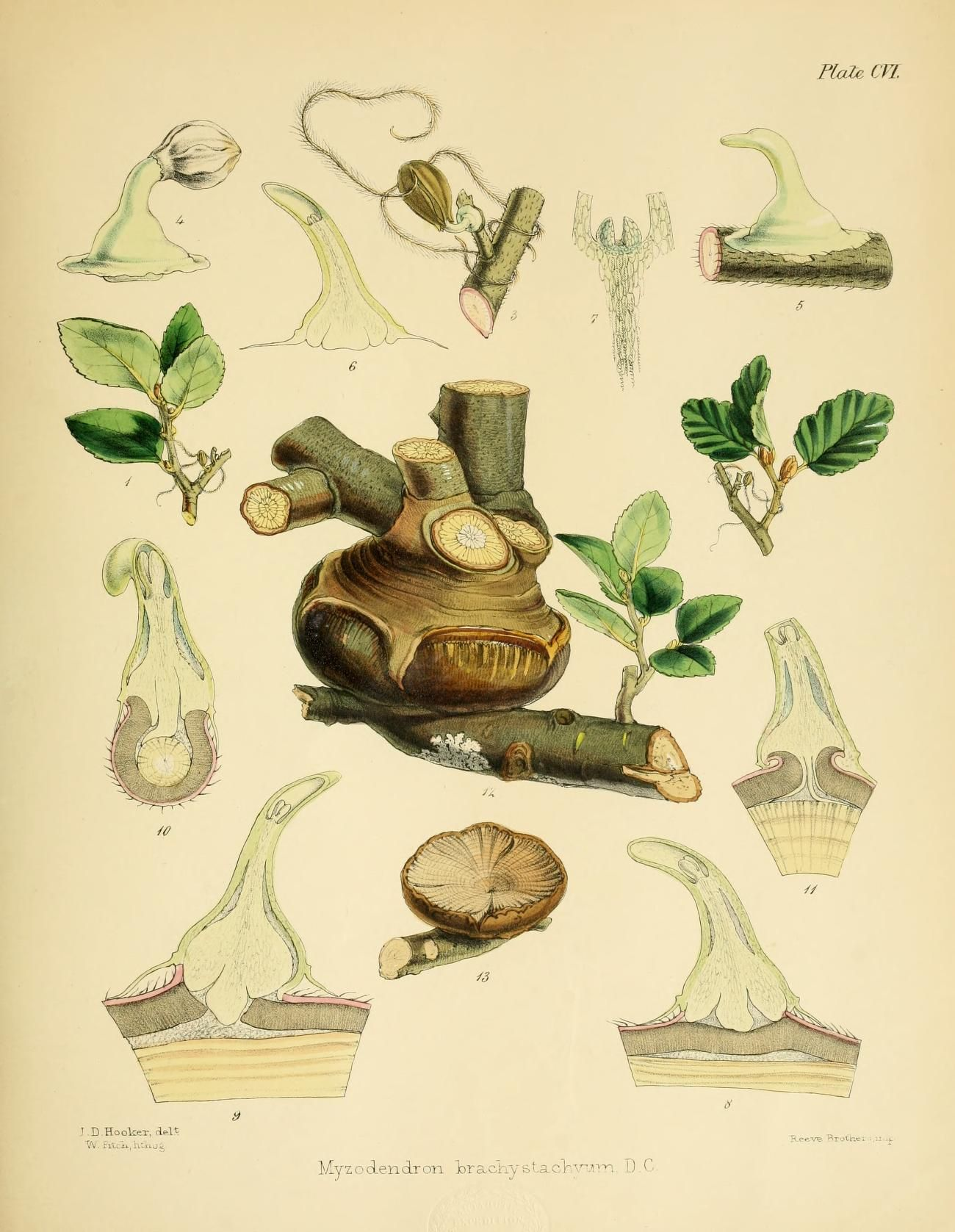
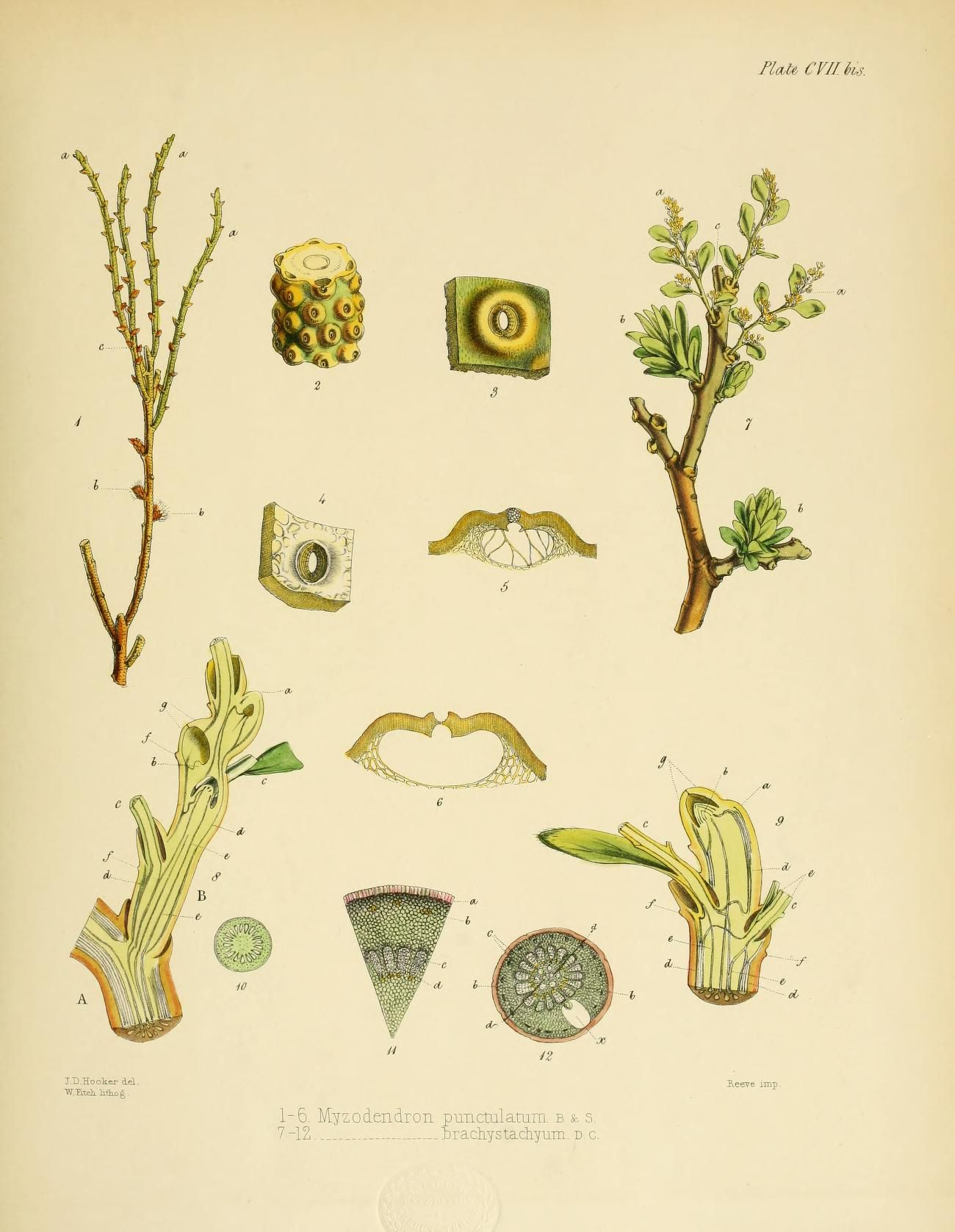
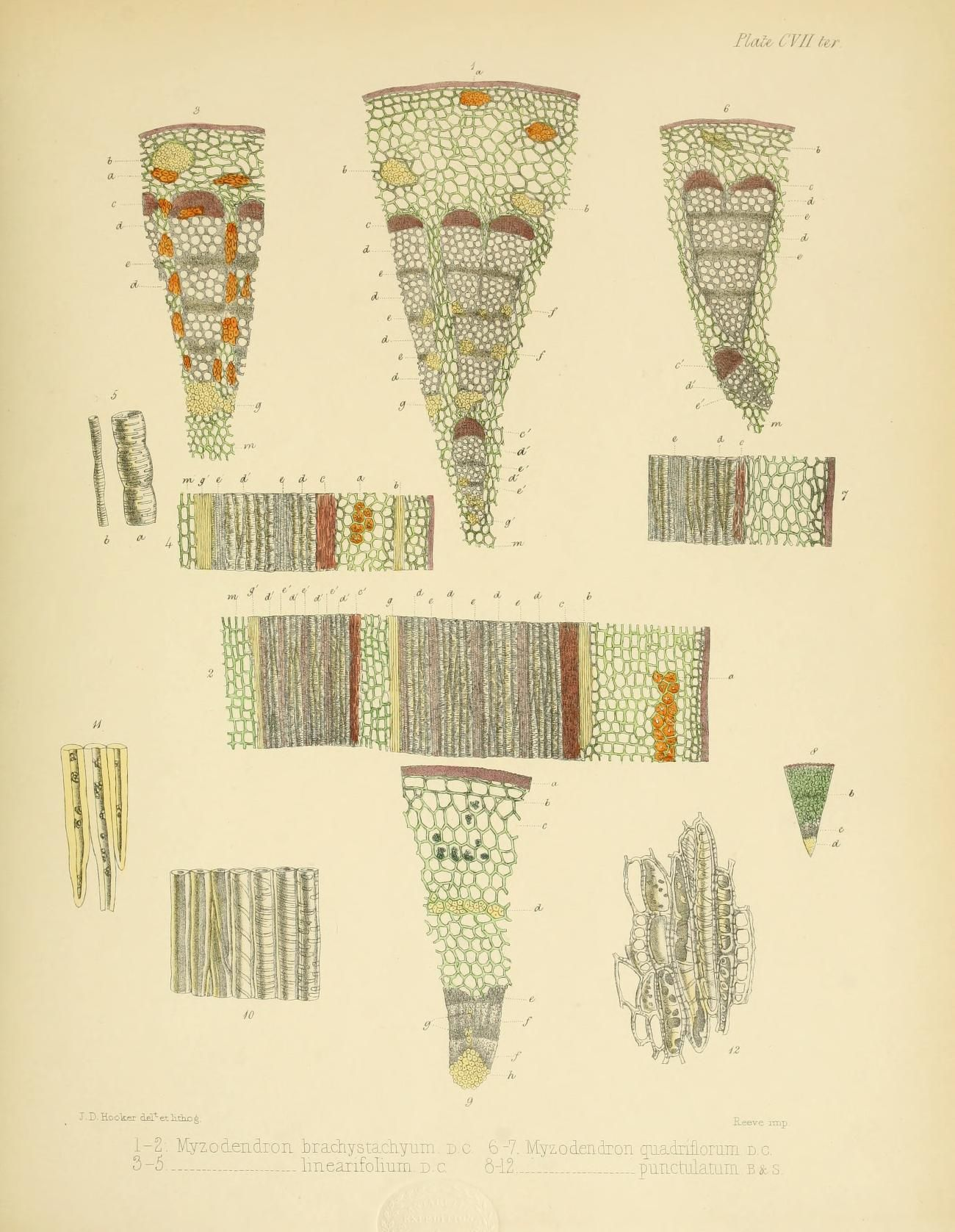